# Palos Verdes Estates
Palos Verdes Estates város az USA Kalifornia államában, Los Angeles megyében. Lakosainak száma 13 347 fő (2020. április 1.).

## Népesség
A település népességének változása:
| Lakosok száma | 987  | 13 438 | 13 347 |
|               | 1940 | 2010   | 2020   |